# Cimetière communal d'Aubervilliers
Le Cimetière communal d'Aubervilliers, couramment appelé cimetière du Pont-Blanc, est un cimetière se trouvant à Aubervilliers.
Il est situé à l'angle de la rue Danielle-Casanova et de la rue Charles-Tillon, où se trouve l'accès principal, avenue du cimetière.

## Historique

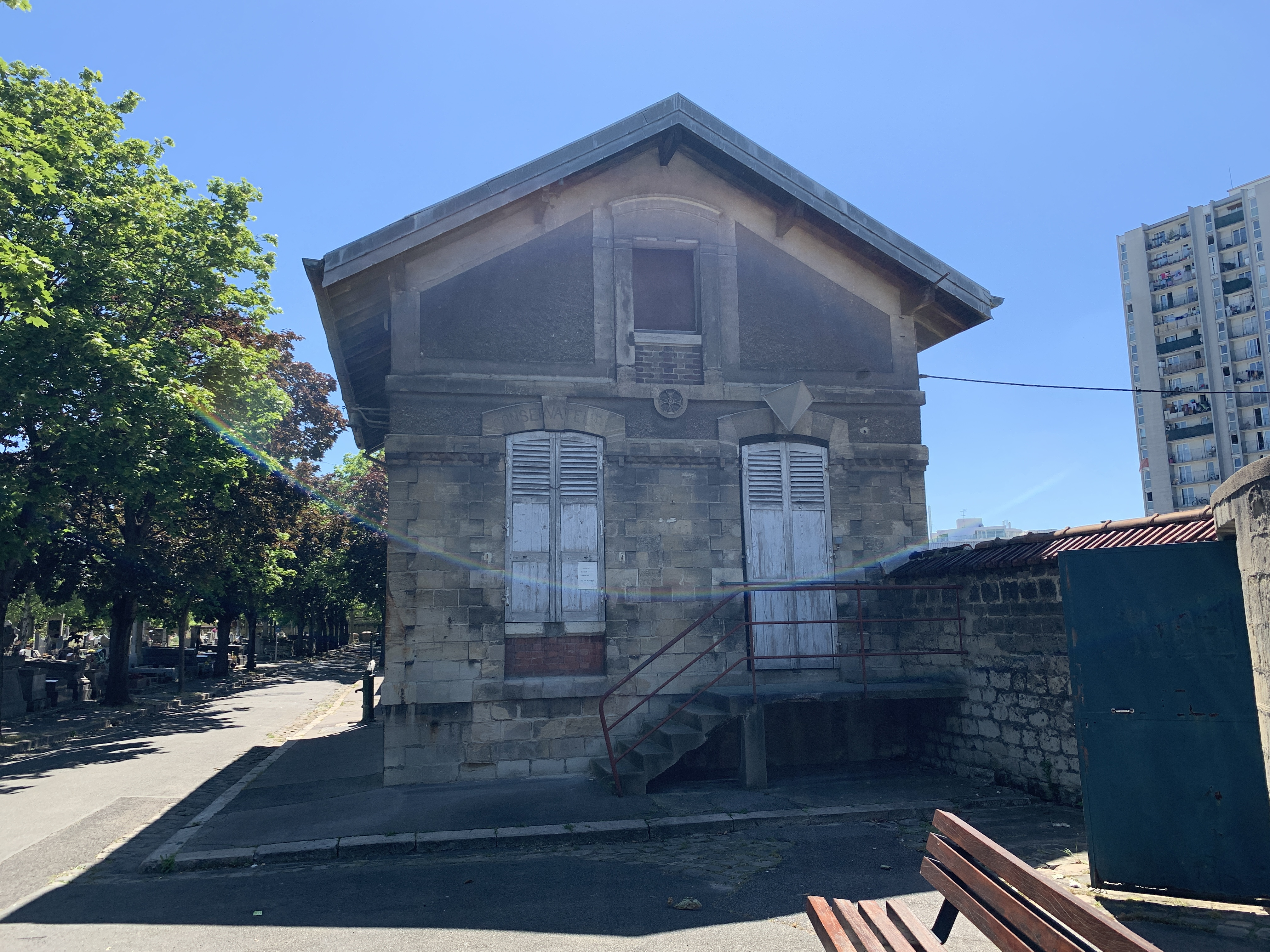
La maison du gardien, construite à la fin du XIXe siècle.

Il s'agit du troisième cimetière de la commune: le premier se trouvait autour de l’église Notre-Dame-des-Vertus. Ce cimetière paroissial était scindé en deux parties: L'une, appelée petit cimetière et mentionnée en 1623-1624, la seconde, de l'autre côté de la rue de Paris, appelée grand cimetière et où s'élevait une croix vers 1740.
Une ordonnance royale du 22 décembre 1824 en autorisa la création d'un nouveau, rue Hémet, dans les environs de celui-ci, tandis qu'une école et la mairie étaient construites sur l'emplacement du premier. Ce deuxième cimetière fut communément appelé cimetière de la Frette, du nom d'un lieu-dit. Il fut rapidement saturé, et remplacé par celui-ci.
Établi par un décret du 28 août 1862, le cimetière du Pont-Blanc ouvrit en juillet 1865, et la croix du portail d'entrée fut solennellement bénie le 24 juillet 1865.
De 1874 à 1894 fut construit un hospice sur le terrain du cimetière rue Hémet, tandis qu'en 1878 eut lieu la translation de ses sépultures vers le nouveau.
À la même époque, les corps de cinq Français et un Allemand, morts pendant la guerre de 1870, et inhumés dans le fossé du fort d'Aubervilliers ont été transférés dans le cimetière.
En 1892, le cimetière fut agrandi pour attendre sa taille actuelle.

## Personnalités
- Mouloud Aounit (1953-2012)[7], président du MRAP, et dont une rue de la commune perpétue la mémoire.
- Hocine Belaïd, tué en 1952 lors de la manifestation contre le général Ridgway[8].

- Yasmine Belmadi (1976-2009)[9], acteur natif de la commune.
- Désiré Boudier, résistant, abattu le 15 août 1944[10].
- Le comédien Paul Faivre[11] (1886-1973).
- André Karman (1924-1984), ancien maire de la ville[12].
- Henri Manigart (1898-1982), compagnon de la Libération.
- L'accordéoniste Joë Rossi (1922-1994).
- Jack Ralite (1928-2017), ancien maire d'Aubervilliers, ancien ministre de François Mitterrand.

Dans le cimetière se trouve un carré des victimes de la guerre 1939-1945, où sont entre autres inhumés López Martín, son fils Julio Martín-Rodriguez, et Gabriel Rabot.